# Rio Brodina
O Rio Brodina é um rio da Romênia afluente do Rio Suceava, localizado no distrito de Suceava.